# 다우니 (섬유 유연제)
다우니(영어: Downy)는 P&G가 제조하는 섬유 유연제 브랜드 이름이다. 다우니는 1961년에 미국에서 처음 출시된 이후 전 세계적으로 판매되고 있다. 자매 브랜드로 레노(Lenor)가 있으며, 유럽, 러시아 등에서 사용된다.

## 제품
다우니 브랜드
- 울트라 다우니 리퀴드
- 다우니 볼
- 다우니 시트
- 다우니 링클 릴리저
- 다우니 탱고
- 다우니 엘레강스
- 다우니 플로럴
- 다우니 내츄럴
- 다우니 베리베리와 바닐라크림
- 다우니 튤립과 달콤한 라일락
- 다우니 화이트 티와 릴리

레노 브랜드
- 레노 스프링 어웨이크닝
- 레노 서머 브리즈
- 레노 인 더 핑크
- 레노 슬립 센세이션

## 유독 물질 검출
P&G가 베트남에서 생산한 '다우니 베리베리와 바닐라크림향' 제품에서 글루타알데하이드가 검출됐다. 방부제로 사용되는 글루타알데하이드는 과민성 물질로 유해화학물질관리법에는 유독물로 규정하고 있고 생체에 사용하는 것을 금지하고 있다. 이 물질은 독성이 강한 편이어서 모든 점막을 자극하고 두통, 졸림, 어지러움 등을 유발하고, 장기간 노출시 접촉성 피부염, 천식을 일으킬 수도 있다.
한국 P&G사는 "유럽과 미국을 비롯해 전 세계적으로 글루타알데히드는 미생물 오염으로부터 소비자를 보호하기 위해 다양한 분야에서 사용이 허용된 보존제이며 다우니에 사용된 글루타알데히드는 모든 한국 법적 기준에 적합한 양만큼 포함되어 있다. 국내에서는 섬유유연제 뿐만 아니라 화장품의 경우에도 안전 사용 허용치 안에서 사용되고 있는 성분이다. 보존제뿐만 아니라 비타민(예: 비타민 A) 등과 같은 모든 물질을 사용하는 데는 안전한 허용치가 있는데, 다우니의 글루타알데히드 함유량은 0.0098% (98 mg/kg)으로 환경부나 식약청 규정에 비해 소량 포함되어 있다. 한국과 유럽을 포함한 세계 각국의 규제법적 기준에 따르면 다우니에 포함된 글루타알데히드는 화장품에서 허용되는 양보다 5-10배나 적게 사용된다"는 입장을 밝히고 있다.

## 참고 자료
- “PG.com - Downy”. 《PG.com》. 2007년 11월 9일에 원본 문서에서 보존된 문서. 2012년 10월 9일에 확인함.